# Ablaberoides haafi
Ablaberoides haafi är en skalbaggsart som beskrevs av Frey 1975. Ablaberoides haafi ingår i släktet Ablaberoides och familjen Melolonthidae. Inga underarter finns listade i Catalogue of Life.